# Konstantin Safronow
Konstantin Safronow (* 2. September 1987) ist ein ehemaliger kasachischer Leichtathlet, der sich auf den Weitsprung spezialisiert hat. Er war mit der kasachischen Sprinterin Olga Safronowa verheiratet.

## Sportliche Laufbahn
Erste internationale Erfahrungen sammelte Konstantin Safronow im Jahr 2003, als er bei den Jugendweltmeisterschaften im kanadischen Sherbrooke mit einer Weite von 15,17 m den fünften Platz im Dreisprung belegte und im Weitsprung mit 6,64 m in der Qualifikation ausschied. Im Jahr darauf belegte er bei den Juniorenasienmeisterschaften in Ipoh mit 15,69 m den vierten Platz im Dreisprung und 2005 belegte er bei den Asienmeisterschaften in Incheon das Finale im Weitsprung, ging dort aber nicht mehr an den Start. Daraufhin startete er bei den erstmals ausgetragenen Hallenasienspielen in Bangkok, brachte dort aber keinen gültigen Versuch zustande. 2006 schied er bei den Juniorenweltmeisterschaften in Peking mit 7,35 m in der Qualifikation aus und nahm daraufhin erstmals an den Asienspielen in Doha teil und erreichte dort mit einem Sprung auf 7,28 m Rang zwölf.
2007 belegte er bei den Asienmeisterschaften in Amman mit 7,77 m den fünften Platz und erreichte anschließend bei der Sommer-Universiade in Bangkok mit 7,86 m Rang sechs. Zudem gewann er bei den Hallenasienspielen in Macau mit 7,51 m die Bronzemedaille hinter dem Saudi-Araber Hussein Taher al-Sabee und Keeratikorn Janmanee aus Thailand. 2008 wurde er bei den Hallenasienmeisterschaften in Doha mit 7,56 m Fünfter und im Jahr darauf schied er bei den Weltmeisterschaften in Berlin mit 7,54 m in der Qualifikation aus, belegte bei den Hallenasienspielen in Hanoi mit 7,57 m den siebten Platz und brachte daraufhin bei den Asienmeisterschaften in Guangzhou keinen gültigen Versuch zustande. 2010 nahm er erneut an den Asienspielen ebendort teil und klassierte sich dort mit einer Weite von 7,41 m auf dem achten Platz.
Bei den Leichtathletik-Asienmeisterschaften 2011 in Kōbe belegte er mit 7,62 m den achten Platz und schied bei der Sommer-Universiade in Shenzhen ohne einen gültigen Versuch in der Qualifikation aus und im Jahr darauf erreichte er bei den Hallenasienmeisterschaften in Hangzhou mit 7,57 m Rang sechs. 2013 wurde er bei den Asienmeisterschaften in Pune mit 7,32 m Zehnter und schied anschließend bei den Weltmeisterschaften in Moskau mit 7,47 m in der Qualifikation aus. 2014 erreichte er bei den Hallenasienmeisterschaften in Hangzhou mit 7,50 m Rang fünf und klassierte sich dann bei seinen dritten Asienspielen in Incheon mit 7,47 m auf dem achten Platz, wie auch bei den Leichtathletik-Asienmeisterschaften 2015 in Wuhan mit 7,45 m. Daraufhin nahm er erneut an den Studentenweltspielen in Gwangju teil und schied dort mit 7,24 m in der Vorrunde aus. 2017 bestritt er in Almaty seinen letzten Wettkampf und beendete damit seine aktive sportliche Karriere im Alter von 29 Jahren.
In den Jahren 2006 und 2007, 2009, 2011 und 2015 wurde Safronow kasachischer Meister im Weitsprung im Freien sowie 2008, 2010 und 2012 auch in der Halle.

## Persönliche Bestleistungen
- Weitsprung: 8,10 m (−0,8 m/s), 16. Juni 2013 in Almaty
  - Weitsprung (Halle): 7,93 m, 24. Februar 2006 in Qaraghandy